# Zeynep Ahunbay
Zeynep Ahunbay (née en 1946, quartier Ünye d'Ordu) est une architecte turque, spécialiste de la restauration et historienne de l'architecture. 

## Jeunesse
Zeynep Ahunbay est née à Ünye, dans la province d'Ordu, une petite ville de la région de la Mer Noire en Turquie. 

## Éducation
Elle a obtenu son doctorat en histoire de l'architecture en 1976 de l'Université technique d'Istanbul, où en 1988 elle est devenue professeur d'histoire et de préservation de l'architecture. 

## Carrière
Elle a publié de nombreux ouvrages sur la restauration et la conservation du patrimoine culturel. Les œuvres les plus connues du Dr. Ahunbay sont la restauration de mosquée Zeyrek (ancienne Monastère du Pantocrator) avec les historiens de l'art les professeurs Metin Ahunbay et Robert Ousterhout, ainsi que la restauration des murs de la ville d'Istanbul. 
Elle a également été membre de la Commission pour la protection des monuments nationaux de Bosnie-Herzégovine, de décembre 2001 à février 2016, date à laquelle un nouveau conseil a été élu pour une période depuis 2016. 
Actuellement[Quand ?], elle travaille sur un projet de conservation pour Sainte-Sophie à Istanbul,, et sur des travaux de sauvetage pour l'ancienne ville de Hasankeyf. Dans ce cadre, elle attaque le gouvernement turc devant la Cour européenne des droits de l'homme.
En 2020, elle exprime sa préoccupation à propos de la transformation du musée de Sainte-Sophie en mosquée, eu égard à son rôle dans la chrétienté et au risque de dégâts considérables aux mosaïques. La même année, elle dénonce la politique du gouvernement turc qui confie la restauration de monuments historiques, notamment la tour de Galata, à des entreprises privées sans expérience,,.

## Voir également
- Mosquée Zeyrek